# Gospodarsko aktivna stranka
Gospodarsko aktivna stranka (GAS) je nekdanja slovenska politična stranka. Od leta 2014 do leta 2015 se je imenovala Liberalno gospodarska stranka. Na državnozborskih volitvah 2014 je stranka zbrala 0,05% glasov, leta 2018 pa 0,35%. Novembra 2021 so delegati GAS na izrednem kongresu stranke podprli združitev s stranko SMC in za skupno stranko predlagali ime novo "Svobodna izbira". 4. decembra 2021 je potekal združitveni kongres strank, ki sta si nadeli ime Konkretno. Alojz Kovšca je postal podpredsednik stranke. Zdravko Počivalšek pa je postal njen predsednik.

## Ideologija in stališča
V GAS so kot svoje vrednote opredelili: tradicijo krščanstva, spoštovanje družine in družinskih vrednot, spoštovanje ljudskih običajev, ohranjanje snovne in nesnovne kulturne dediščine ter slovenska zemlja in podeželje.